# Tea (Dakota del Sur)
Tea es una ciudad ubicada en el condado de Lincoln en el estado estadounidense de Dakota del Sur. En el Censo de 2010 tenía una población de 3.806 habitantes y una densidad poblacional de 869,02 personas por km².

## Geografía
Tea se encuentra ubicada en las coordenadas 43°27′5″N 96°50′5″O / 43.45139, -96.83472. Según la Oficina del Censo de los Estados Unidos, Tea tiene una superficie total de 4.38 km², de la cual 4.38 km² corresponden a tierra firme y (0%) 0 km² es agua.

## Demografía
Según el censo de 2010, había 3.806 personas residiendo en Tea. La densidad de población era de 869,02 hab./km². De los 3.806 habitantes, Tea estaba compuesto por el 96.9% blancos, el 0.66% eran afroamericanos, el 0.13% eran amerindios, el 0.11% eran asiáticos, el 0% eran isleños del Pacífico, el 0.32% eran de otras razas y el 1.89% pertenecían a dos o más razas. Del total de la población el 1.26% eran hispanos o latinos de cualquier raza.